# Klenovac
Klenovac és una localitat de Croàcia que es troba al Comtat de Lika-Senj i pertany al municipi de Perušić. El 2011 tenia 32 habitants. Es troba a 578 msnm.